# Amherstburg
Amherstburg és una ciutat d'Ontario (Canadà) situada al comtat de Essex a uns 25 km al sud de Détroit al Michigan, a la desembocadura del riu Détroit. La seva població era de 21.556 habitants al cens de 2011.

## Història
Un fort militar britànic es va establir a la localització de la ciutat l'any 1796. Després de la guerra d'independència dels Estats Units, els lleialistes van rebre terres a la regió de Amherstburg i van anar a establir-se en aquest lloc.
Durant l'època del ferrocarril clandestí, Amherstburg era sovint el punt d'arribada al Canadà pels esclaus afroamericans.
Amherstburg fou incorporada l'any 1878.

## Comunitats
A més de la regió urbana d' Amherstburg, la ciutat comprèn les comunitats d'Amherst Pointe, Anderdon, Auld, Bar Point, Boblo, Edgewater Beach, Glen Eden, Holiday Beach, Lakewood Beach, Lukerville, Malden Centre, McGregor, North Malden, River Canard, Sunset Beach, Kingsbridge South, Kingsbridge North, Point West, Willow Beach i Willowood.